# Ablenkprisma
Ein Ablenkprisma  ist ein optisches Prisma, das einen Lichtstrahl durch Brechung an mindestens einer Prismenfläche ablenkt. Damit erfüllen sie eine ähnliche Funktion wie Umlenkprismen.
In der Regel versteht man unter einem Ablenkprisma einen Prismenkeil, bei dem das Licht auf mindestens eine Prismenfläche schräg einfällt und durch die Lichtbrechung abgelenkt wird. Die Ablenkung ist dabei meistens kleiner 90°.
Weitere Formen sind ein gewöhnliches, gleichseitiges 60°-Prisma, bei dem das Licht bereits schräg auf die erste Fläche einfällt, oder der abatsche Keil, auch Schwenkkeil genannt.